# 81
81 (LXXXI) var ett normalår som började en måndag i den julianska kalendern.

## Händelser

### September
- 13 september – Domitianus efterträder sin bror Titus som romersk kejsare. Han är inte soldat, som sina två föregångare, och hans tid vid makten präglas av strävan att återgå till monarki. Genom att anta titeln Dominus ("herre") gör han skandal inom senatsaristokratin. Romaniseringen fortsätter i provinserna och livet i städerna förbättras kraftigt. Många personer från provinserna (spanska, galliska och afrikanska) blir senatorer.

### Okänt datum
- Titus triumfbåge byggs.
- Plinius d.y. blir flamen Divi Augusti (präst i den romerska kejsarkulten).

## Födda
- Archigene, romersk läkare i Syrien
- Deng Sui, kinesisk kejsarinna.

## Avlidna
- 13 september – Titus, romersk kejsare sedan 79